# 加藤精一 (実業家)
加藤 精一（かとう せいいち、1929年1月9日 - 2016年1月19日）は、日本の経営者。岡三証券社長、会長を務めた。位階は従四位。

## 来歴・人物
三重県津市。1951年に慶應義塾大学経済学部を中退し、1954年に岡三証券に入社し、同時に取締役にも就任。1956年に常務、1958年に専務を経て、1961年には社長に就任。1997年6月に会長に就任し、2005年から名誉会長を務めた。2003年には岡三ホールディングス会長にも就任。
1998年7月から2000年6月までに日本証券業協会会長も務めた。
1990年11月に藍綬褒章を受章し、2001年4月に勲二等瑞宝章を受章。
2016年1月19日、心不全のために死去。87歳没。死没日付をもって従四位。